# Хижозеро (озеро, Кондопожский район)
Хижозеро — пресноводное озеро на территории Гирвасского сельского поселения Кондопожского района Республики Карелии.

## Общие сведения
Площадь озера — 0,6 км², площадь водосборного бассейна — 6320 км². Располагается на высоте 71,0 метров над уровнем моря.
Форма озера продолговатая: оно более чем на два километра вытянуто с северо-запада на юго-восток. Берега каменисто-песчаные, преимущественно возвышенные.
С южной стороны озера вытекает река Тивдия, впадающая в озеро Сандал, из которого берёт начало река Сандалка, приток реки Суны.
С севера в Хижозеро впадает Заводская протока, вытекающая из Кримозера.
На восточном берегу озера располагается деревня Белая Гора, к которой подходит автодорога местного значения 86К-86 («Тивдия — Белая Гора»).
Код объекта в государственном водном реестре — 01040100211102000018309.